# Вернер Нес
Вернер Нес (нім. Werner Nees; 8 лютого 1910, Гасбах — 18 лютого 1976) — німецький офіцер-підводник, капітан-лейтенант крігсмаріне.

## Біографія
1 квітня 1928 року вступив на флот. З червня 1938 року — вахтовий офіцер в 2-й флотилії мінних тральщиків. З липня 1941 року — вахтовий офіцер, потім — командир корабля 3-ї флотилії форпостенботів. З 31 січня по 30 липня 1943 року пройшов курс підводника, 1-31 серпня — командира підводного човна. З 1 вересня 1943 року — командир підводного човна U-363, на якому здійснив 7 походів (разом 151 день в морі). 9 травня 1945 року капітулював британським військам в Нарвіку. 25 січня 1947 року звільнений.

## Звання
- Рекрут (1 квітня 1928)
- Оберматрос (1 квітня 1930)
- Боцмансмат (1 квітня 1932)
- Обербоцмансмат (1 квітня 1934)
- Оберштурман (1 листопада 1935)
- Фенріх-цур-зее (1 травня 1938)
- Оберфенріх-цур-зее (1 липня 1939)
- Лейтенант-цур-зее (1 травня 1940)
- Оберлейтенант-цур-зее (1 квітня 1942)
- Капітан-лейтенант (1 березня 1945)

## Нагороди
- Медаль «За вислугу років у Вермахті» 4-го класу (4 роки)
- Залізний хрест
  - 2-го класу (22 листопада 1939)
  - 1-го класу (1942)
- Нагрудний знак мінних тральщиків (червень 1940)
- Нагрудний знак підводника (3 вересня 1944)
- Фронтова планка підводника в бронзі (грудень 1944)